# Signabøur
Signabøur [ˈsɪgnaˌbøːvʊɹ] és un poble de l'illa de Streymoy, a les illes Fèroe. Forma part del municipi de Tórshavn, capital de l'arxipèlag. L'1 de gener de 2021 tenia 145 habitants.
La localitat es troba a la costa oriental de Streymoy, a l'interior de la badia coneguda amb el nom de Kollafjørður i davant del poble que porta el mateix nom. El lloc surt per primer cop a la documentació el 1584. Entre els anys 1913 i 2001 va formar part del municipi de Kollafjørður, juntament amb el veí poble de Oyrareingir.

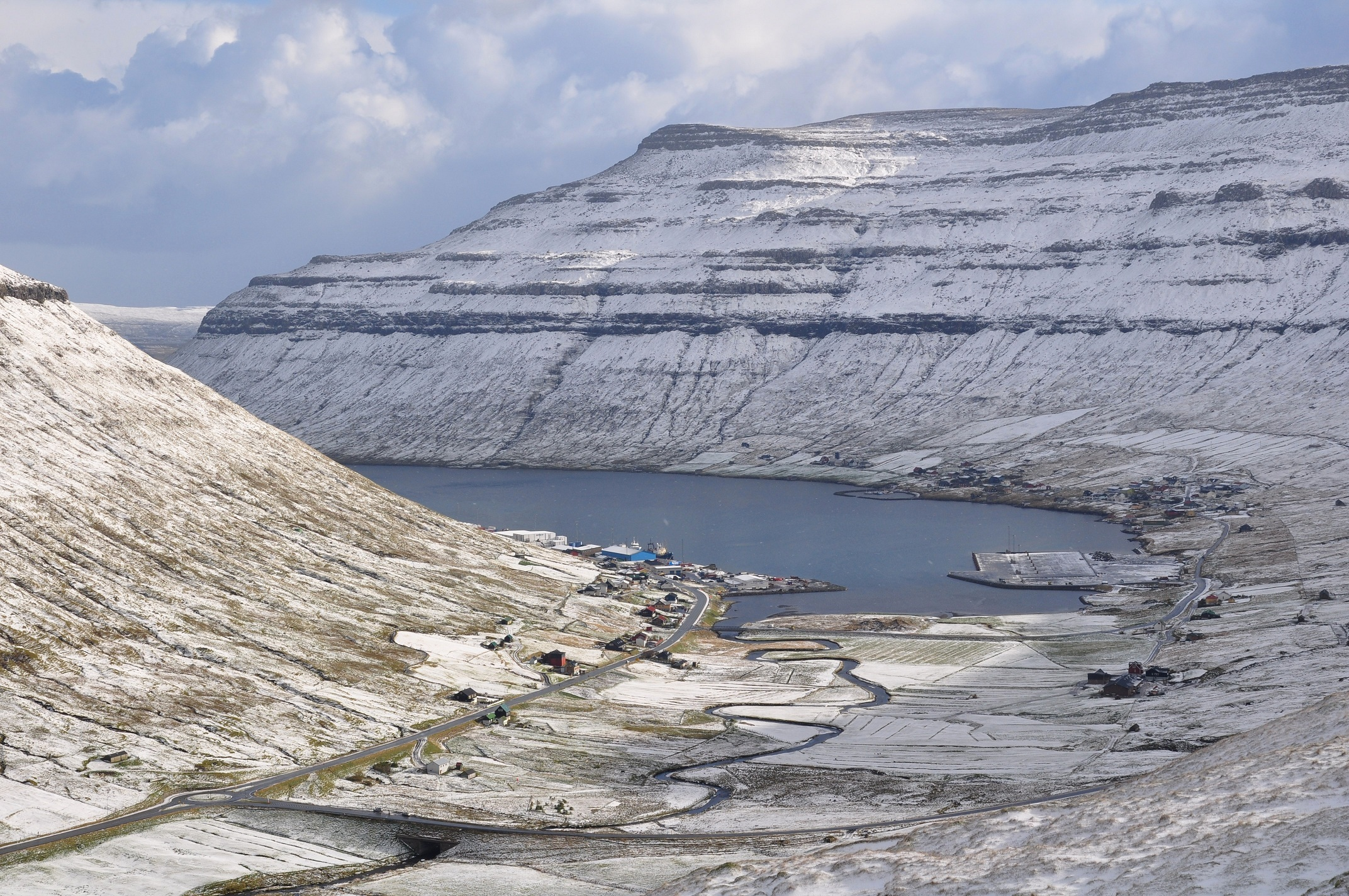
Vista del fiord de Kollafjørður. Signabøur es veu a la riba dreta de la imatge.

El Kollfjarðartunnilin, túnel que connecta Kollafjørður amb Kaldbaksbotnur, té la boca molt a prop de Signabøur.

## Estació balenera
Entre 1903 i 1920 hi va haver l'estació balenera Verdande. Hans Albert Grøn en va ser el promotor. Verdande havia estat una antiga empresa balenera instal·lada a Finnmark, Noruega. Grøn havia previst de posar en marxa la companyia per a la caça de balenes a les Shetland, però per alguna raó la companyia va acabar a Signabøur. Per a la caça de balenes, la companyia es va fer amb dues embarcacions baleneres de la companyia de Grøn a Finnmark anomenats, Nordkap i Nordkyn; a les Fèroe aquestes embarcacions van ser rebatejades amb els noms de Dimon i Kolter. Als vaixells Dimon (1903-1912) i Kolter (1903-1912) s'hi van unir el Hvalen (1908-1911) i el Skjold (1909). El 1907 un dels vaixells va ser envestit per una balena ferida i gairebé es va enfonsar. Tanmateix van aconseguir remolcar-lo fins a Signabøur per a reparar-lo.
L'estació balenera va tancar el 1920. Verdande es va vendre aquell mateix any i el material que en va sortir va servir per a la construcció de diverses cases noves a Kollafjørður.